# Crocell

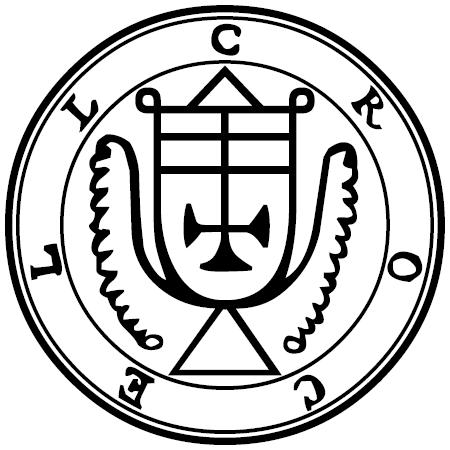
Le sceau de Crocell selon Mathers.

Crocell ou Procell est un démon issu des croyances de la goétie, science occulte de l'invocation d'entités démoniaques.
Le Lemegeton le mentionne en 49e position de sa liste de démons tandis-que la Pseudomonarchia daemonum ne le mentionne pas. Duc de l'enfer, il se présente sous la forme d'un ange ayant une grande connaissance de la mystique et des choses cachées. Il enseigne la géométrie et les sciences libérales. Il est capable de générer d'immenses bruits, en particulier celui d'un raz de marée, mais sans qu'il n'y ait la moindre goutte d'eau. 48 légions infernales sont à son service. Selon Collin de Plancy, il pourrait être le même que Pucel
Il est également l'un des personnages d'In Nomine Satanis/Magna Veritas (jeu de rôle).